# مسجد الطنبغا المارداني
مسجد الطنبغا المارداني، تم انشاءه عام 739هـ/740هـ - 1338م/1339م. يقع الدرب الأحمر، شارع باب الوزير - التبانة في القاهرة، بمصر.
هو مسجد من عصر المماليك سلطنة القاهرة، مصر. يقع جنوب باب زويلة، في حي الدرب الأحمر، وقد بناه الأمير الطنبغا المارداني على مشارف القاهرة في العصور الوسطى، بمساعدة كبيرة من السلطان الناصر محمد. للمسجد مخطط أعمدة يشبه مسجد الناصر، وجدرانه الخارجية مزينة بأسلوب معماري مملوكي نموذجي. في وقت بنائه، كان من أفخم المساجد المزخرفة في القاهرة، ويتميز بأول مئذنة مثمنة بالكامل وقبة كبيرة، بالإضافة إلى ابتكارات معمارية أخرى. يرتبط تاريخها وفخامتها ارتباطًا مباشرًا بحياة المارداني وبروزها، حيث تم بناؤها برعاية والد زوجته، السلطان محمد، وتبرعات كبيرة من جيب المارداني نفسه.

## التصميم
بني مسجد الطنبغا المارداني على نمط المساجد الجامعة (الجوامع)، أبعاد المسجد: العرض 20م، الطول 22.5م. فيتوسطه صحن تحيط به أربعة أروقة، أعمقها وأكبرها ذلك الرواق الذي يأخذ اتجاه قبلة الصلاة. وللمسجد ثلاثة أبواب وتوجد على يسار المدخل هذا المئذنة المكونة من ثلاث دورات، وللمسجد قبة بثمانية أعمدة جرانيتية تسبق المحراب.
وتتوسط الصحن نافورة مثمنة (ثمانية الأضلاع)، رخامية. وواجهة الرواق الشمالي مغطاة برخام جميل نقش عليه تاريخ الإنشاء. وباقي أجزاء حائط القبلة مغطى بوزرة من الرخام الدقيق المطعم بالصدف.

## أثر إسلامي
عنوان الأثر: الدرب الأحمر، شارع باب الوزير - التبانة تاريخ الإنشاء: 740هـ/1339-1340م الفوارة التي تتوسط الصحن منقولة من مدرسة السلطان حسن بميدان القلعة.

## خلفية تاريخية

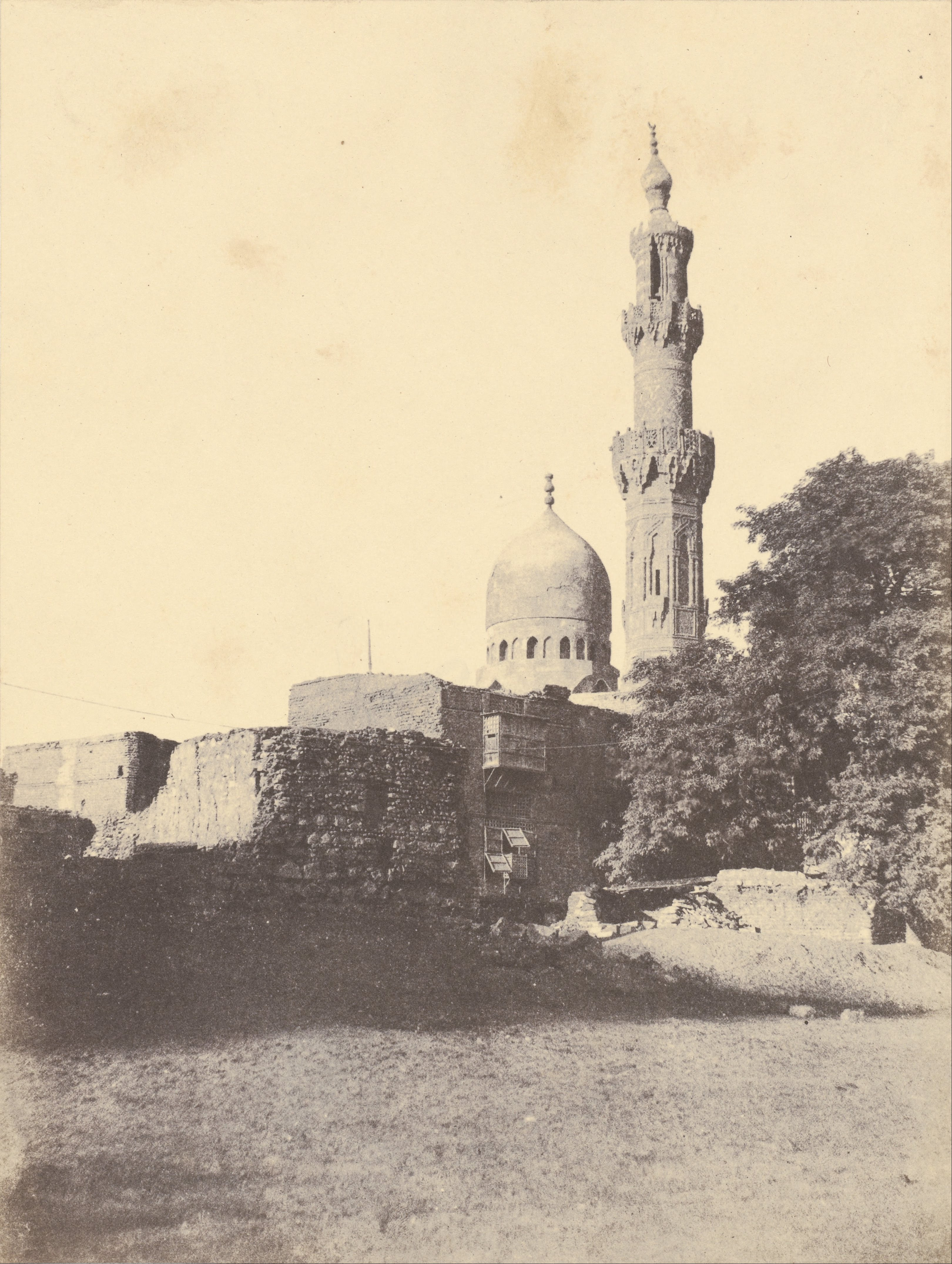
أقدم صورة، 1854 بواسطة جون بيسلي غرين

### عملية البناء
كانت أرض المسجد في حي التبانة بالقاهرة، وكانت في الأصل منطقة دفن. في العام الإسلامي 738 (1337 - 1338 م) اشترى المريداني المنطقة التي كان السلطان سيكلف فيها بإنشاء المسجد. عين السلطان محمد مشرفًا لشراء المنازل المحيطة، والتي قام بتطهيرها لاحقًا. لبناء المسجد، عين السلطان له باني الرئيسي، آل المعلم (المدرس) آلسويوفي، وتوفير حوالي 15000 درهم قيمة الخشب والرخام. بدأ البناء عام 739 / 1338-1339، وبلغ إجمالي الإنفاق على المسجد أكثر من ثلاثمائة ألف درهم. ساهم المارداني بقدر كبير في بناء المسجد، حيث كان يعاني من مرض خطير طوال الوقت وكان يأمل في جعله لا يُنسى قدر الإمكان.

### حياة أمير التنبغا المارداني
برز المارداني في البداية باعتباره ساقي السلطان محمد، لكن تاريخ هذا التعيين غير معروف. لا بد أن السلطان فضل المارداني، حيث تزوج السلطان في النهاية من ابنته من المريداني، مما جعل والد زوجة السلطان المريداني. بالإضافة إلى هذا الزواج، عيّن السلطان المارداني قائداً لشرطة القاهرة، مما جعله «أمير الألف». عندما توفي الناصر محمد، «افتراء المارداني بسلطة السلطان الجديد المنصور أبو بكر» لأمير آخر، وبالتالي خدع الأمير لخلع السلطان الجديد. واصل المريداني النجاح في «سياسات القوة، والعبور والعبور المزدوج» للاعبين المحليين تحت قيادة الأشرف كجوك والصالح إسماعيل. لكنه توفي في النهاية في المنفى بصفته محافظًا على حلب عام 744/1343.

## وصف

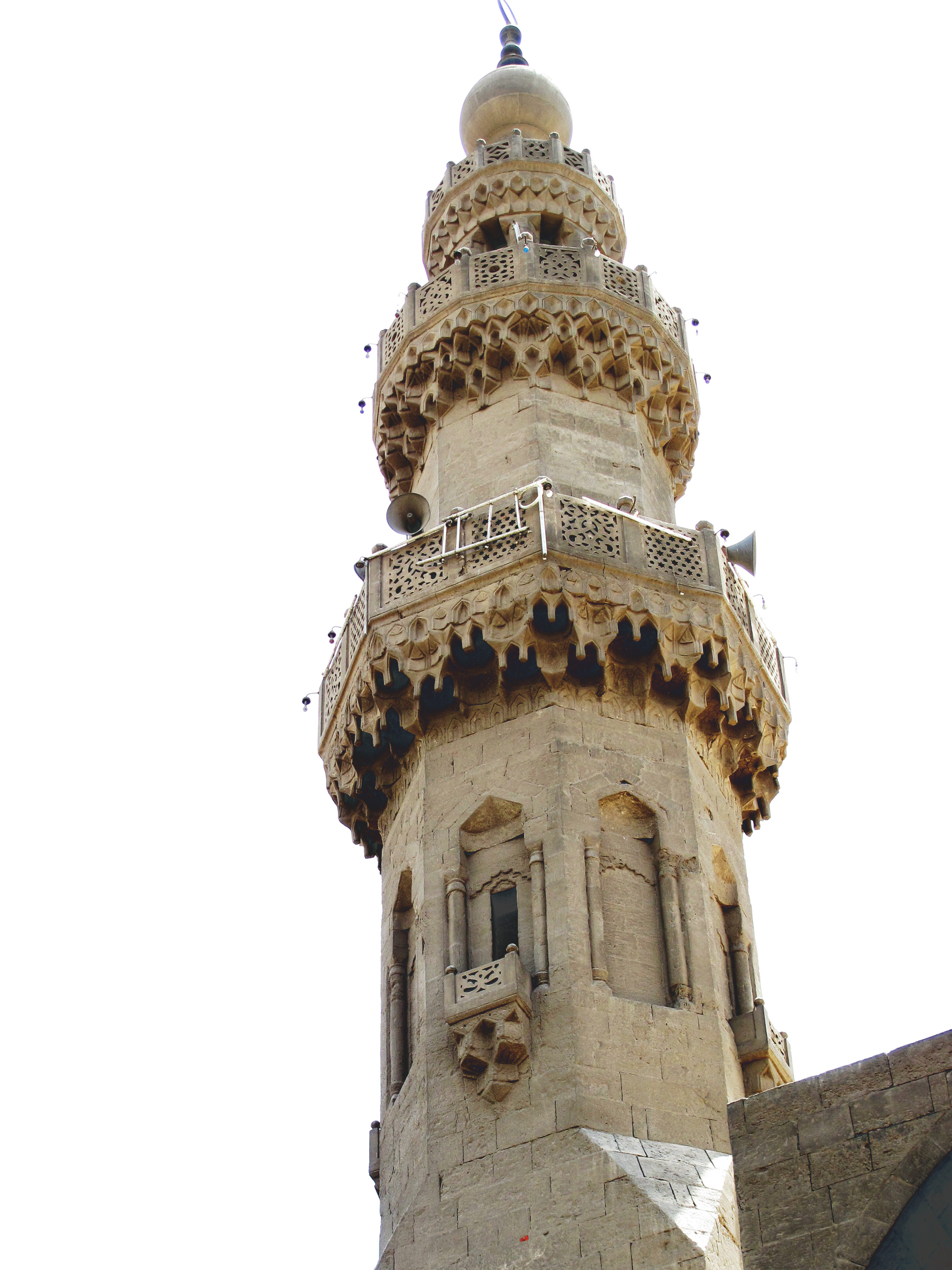
مئذنة المسجد. يمكنك رؤية المقرنصات التي تتويج والشكل الثماني الأضلاع والمصباح في الأعلى.

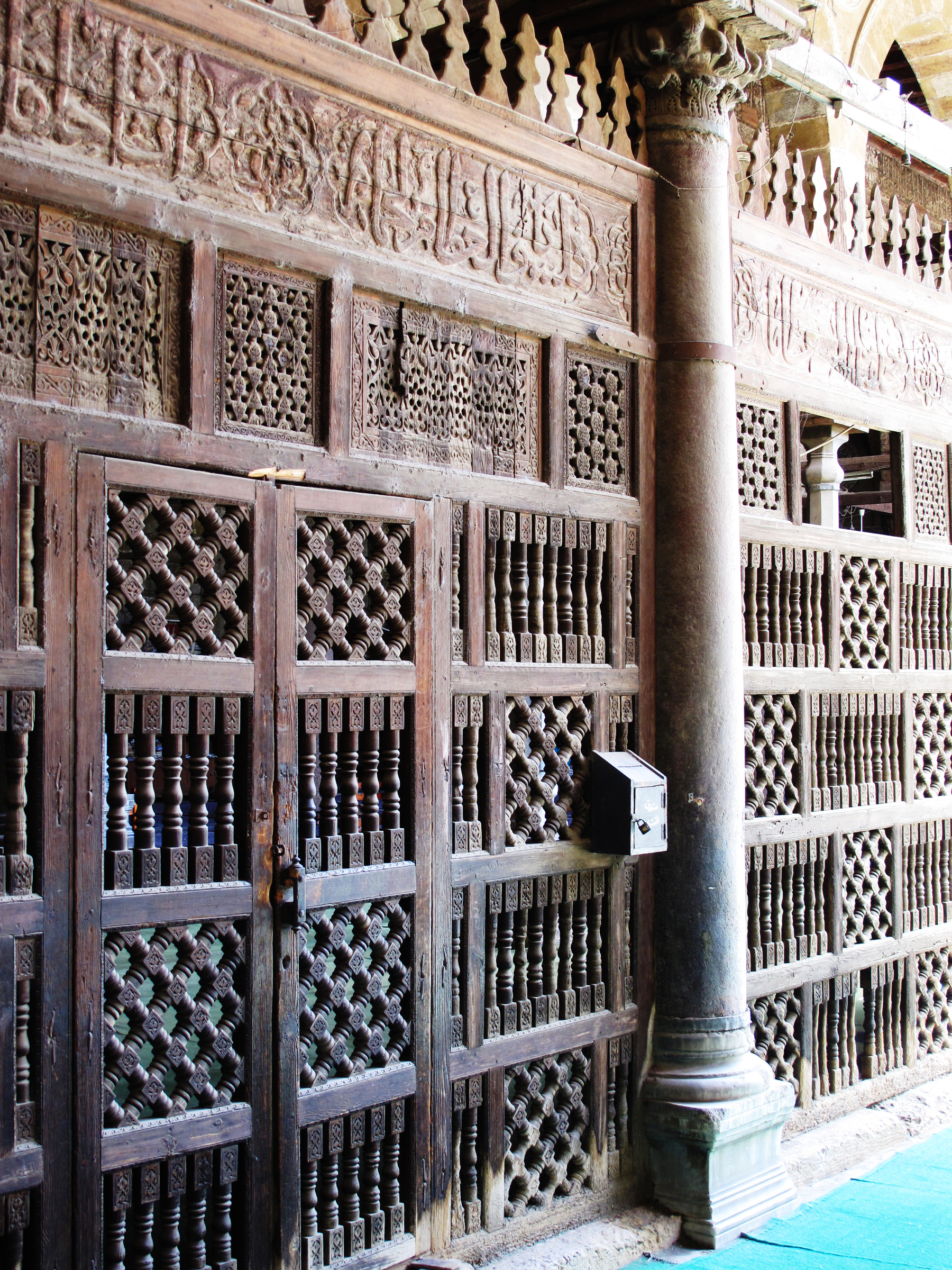
مشربية المسجد من الباحة. ما وراءه هو الحرم.

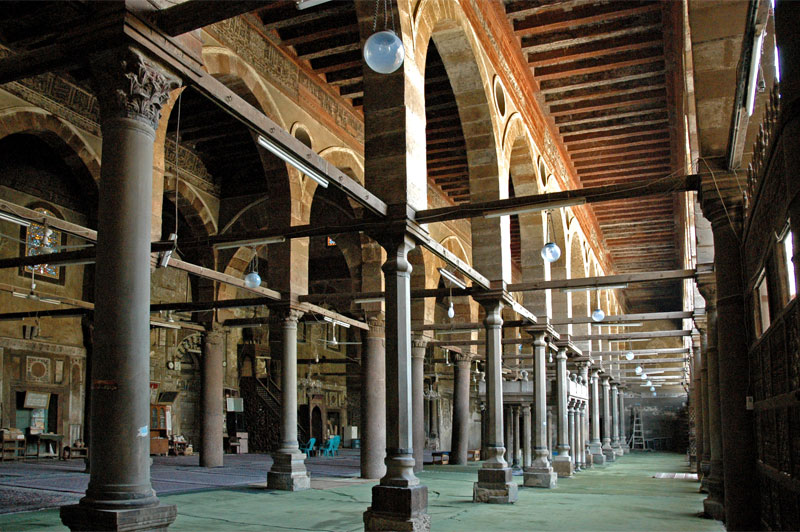
منظر الحرم (قاعة الصلاة).

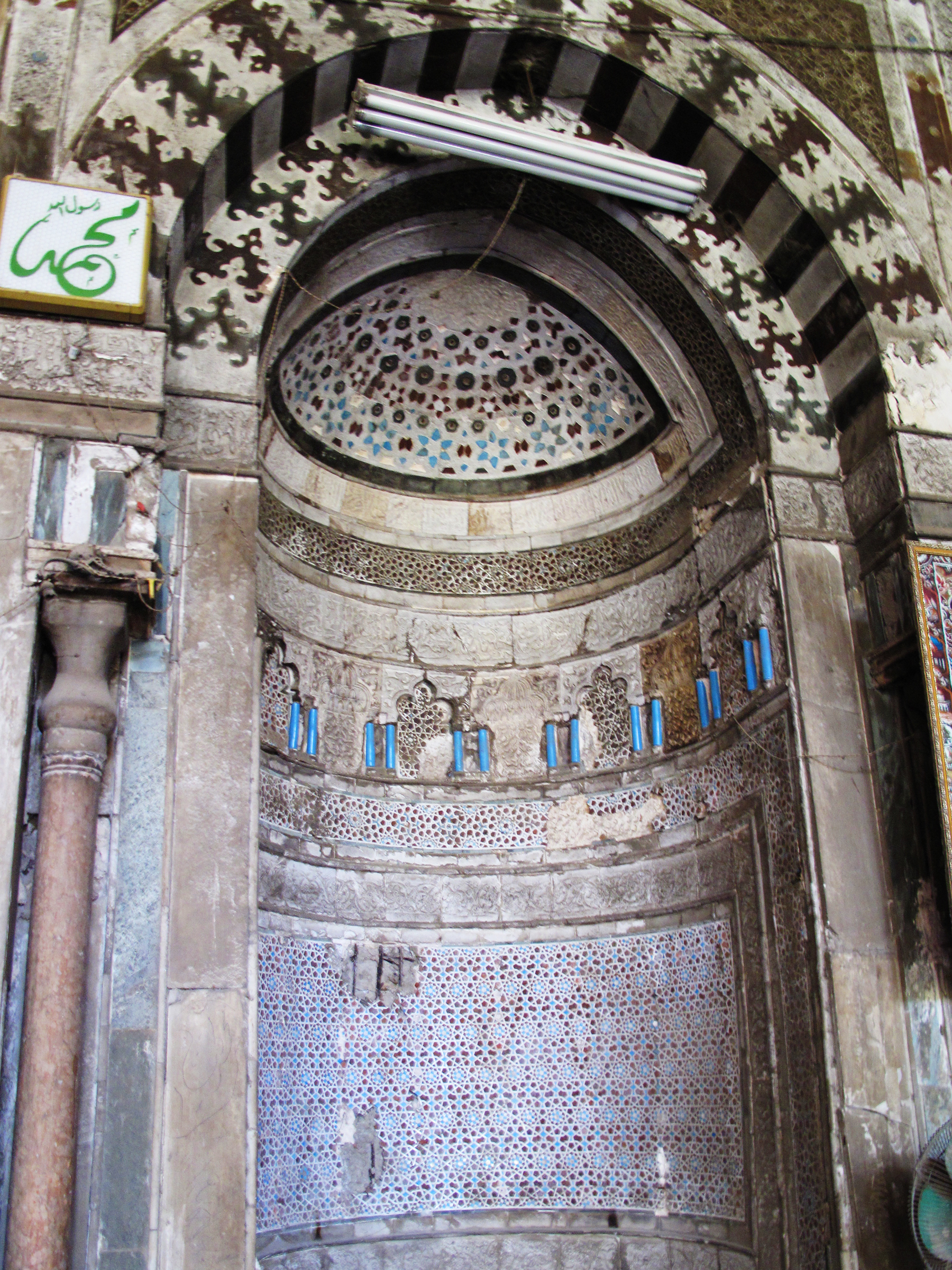
محراب المسجد. الضرر مرئي.

### مخطط الأرضية والأساس
تم بناء مسجد الأمير المارداني بمخططات الأعمدة والرواق، على غرار مسجد السلطان في القلعة، مع قبة فوق المحراب وثلاثة مداخل محورية. لكن المسجد ليس مستطيلاً بسبب قيود البناء الحضري. على وجه التحديد، تم بناء الزاوية الشمالية الشرقية بحيث لا تتعدى على شارع تابانا ولا الممر الصغير المجاور. ومع ذلك، فهو ليس غير منتظم مثل بعض المساجد في القاهرة الحضرية، مثل مسجد العلماء. والجدير بالذكر أن المرجع الوحيد لبدء البناء يأتي من الأساس: يشير شريط كتابي عند المدخل الغربي للمسجد إلى أن المسجد كان قيد الإنشاء في 739 / 1338-139.

### الخارج
يعتبر مسجد الأمير المارداني الخارجي نموذجيًا لمسجد مملوكي حضري، ويتميز بـ «تجاويف متوجة بمقرنصات بما في ذلك النوافذ ذات القوسين». للمسجد ثلاثة مداخل، والمدخل الغربي على نفس محور محراب الصلاة، والمدخل الرئيسي في الجهة الشمالية للمسجد. لكل منها شكل إيوان بقوس مدبب تعلوه رصيعة من الفسيفساء القيشاني. المدخل الرئيسي عبارة عن فجوة عميقة، يعلوها مقرنصات مغطاه بالرخام ومزخرفة بزخارف غنية. وثني المعادن الباب الأعتاب ونافذة صغيرة محاطة بقولونات على حد سواء السمات المشتركة في العمارة المملوكية. في هذه الحالة، تتوافق النافذة الخارجية الصغيرة مع نافذة داخلية بشبكة من البلاط باللونين الأزرق والأبيض. يظهر تاريخ الانتهاء على تاج المدخل الرئيسي، ومرة أخرى على المدخل الغربي وفي الحرم. زُخرف المدخل الغربي بشكل مختلف، بزخرفة شروق الشمس تزين مثلثات المقرنصات بتقنية الأبلق المتناوبة بين مسارات الحجر الفاتح والداكن. بين المثلثات، رصيعة ذات ميدالية أصغر في وسطها مزينة بالبلاط الفسيفسائي. المدخل الجنوبي غير مزخرف بالكامل.
واجهة الجدار الرئيسي المطابق لجدار المحراب الداخلي مغطاة بنوافذ غائرة. النوافذ السفلية مستطيلة بينما النوافذ العلوية مزدوجة الأقواس بقمر واحدة ذات قوس واحد، ونوافذ زجاجية ملونة متعددة الألوان تعكسها من الداخل. الواجهات الشمالية والشرقية وجزء من الواجهات الجنوبية هي الوحيدة التي تحتوي على هذه النوافذ، لأنها كانت تصطف على جانبي أكثر الشوارع ازدحامًا وبالتالي كانت الجدران الأكثر وضوحًا. أما الأجزاء المتبقية من الجدار حول المداخل الغربية والجنوبية فهي بلا نوافذ. ويدعم المحراب الجدار الرئيسي، حيث يبرز قليلاً في جدار خارجي رقيق.

#### المئذنة
تقع المئذنة على يسار المدخل الرئيسي، وهي أقدم مثال معروف للجناح والجناح المثمنين بالكامل. وهي أيضًا أقدم مئذنة متوجة بقمة ليست من نوع المبخرة. وبدلاً من ذلك، توضع اللمبة ذات الشكل الكمثرى أعلى الجناح ذي الأعمدة الثمانية المتوج بالمقرنصات. يتم تكراره على المنبر الخشبي الداخلي. على الحائط أسفل المئذنة، يتكسر الشريط الذهبي الذي يمتد من المدخل الرئيسي على طول الواجهة بأكملها، ويفقد الركن الأقرب للمسجد الكولونيت. كما تم بناء دعامة المئذنة بحجر مختلف عن باقي المسجد، مما يشير إلى إعادة بناء هذا الجزء من الجدار.

### الداخلية
كما هو الحال مع العديد من مساجد الأعمدة التي تعود إلى العصر المملوكي، فإن مسجد الأمير المارداني مدعوم بأعمدة من المباني السابقة. في هذه الحالة، تم أخذ أعمدة الجرانيت من مسجد رشيدة الفاطمي، على الرغم من أنها مأخوذة في الأصل من آثار قديمة. العديد من الأعمدة لها ارتفاعات متفاوتة يتم تعويضها بقواعد مختلفة الحجم. ومع ذلك، فإن الأعمدة الثمانية التي تدعم القبة متساوية في الحجم، ولها عواصم مصرية قديمة، ومن المحتمل أنها جُلبت من صعيد مصر.

#### فناء
تتميز واجهة الفناء، التي تم إنشاؤها بواسطة الأقواس المحيطة، بملامح غير مألوفة للعمارة المملوكية. تم تأطير نقاط الأقواس بقولبة مستمرة تلتف في حلقة في الجزء العلوي من كل قوس، وتتناوب الكوات والميداليات المنحوتة من الجص في الركنيات لكل رواق. تتوج الأقواس المنحوتة بالحجر، كما أنها محفورة في الجص. تخفيف المقلة اختراق ركنيات من الصف الثاني من الأقواس، وعند كل زاوية ومنتصف كل جدار فناء صغير المسكن مع مابخارا يحتوي على لمبة زرقاء لامعة من الزجاج.
النافورة الموجودة في الفناء ليست جزءًا من المسجد الأصلي.
وتفصل ساحة الفناء عن الحرم مشربية عليها نقش كبير من القرآن. تعمل هذه الشاشة الخشبية في الغالب على تظليل الحرم من ضوء الفناء، مما يجعل النوافذ المزدوجة في الجدار الخارجي ضرورية.

#### الملاذ الآمن
على الرغم من أن المكان المقدس مزخرف بشكل غني في وقت ما إلا أنه «في حالة سيئة حاليًا». وزخرف جدار القبلة ببقايا جص مذهّب وشرائط كتابية يتوسطها أشجار. هذه الأشجار هي واحدة من السمات الطبيعية الوحيدة الباقية في الزخرفة المعمارية المملوكية. المحراب مصنوع من الرخام متعدد الألوان وله أفاريز من كوات صغيرة ذات قواد صغيرة من الزجاج الأزرق على الجانب الذي يؤطر حافته العلوية. دادو لديه أفاريز مماثلة. الجدران مزينة بفسيفساء من الرخام يتوسطها نقش كوفي من الله، وعلى الجدار الشمالي لوحة مصنوعة بالكامل من الرخام الأبيض المطعمة بالجبس الأخضر. وظيفة الغرفة الصغيرة في الزاوية الجنوبية الشرقية غير معروفة. المنبر أصلي ومزين بنمط نجمة هندسية.

#### قبة
القبة الواقعة فوق منطقة المحراب أصغر قليلاً من قبة مسجد الناصر محمد ولها مثلثات خشبية مطلية ومذهبة. النوافذ في المنطقة الانتقالية بين السقف والقبة عبارة عن كوة واحدة فوق خليجين، ومزينة بشوايات من الجص الأرابيسك المليئة بالزجاج الملون.

## معرض صور

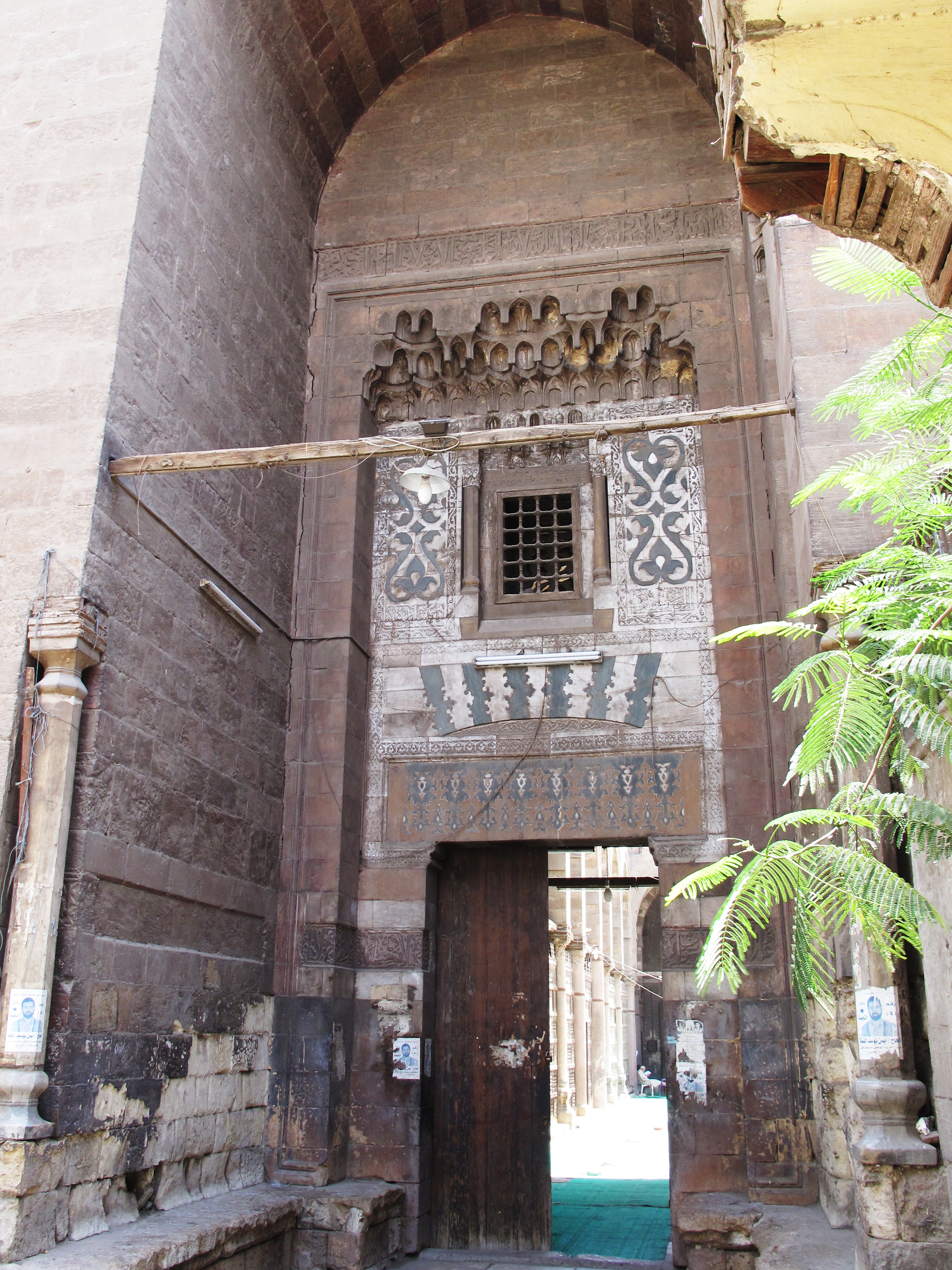
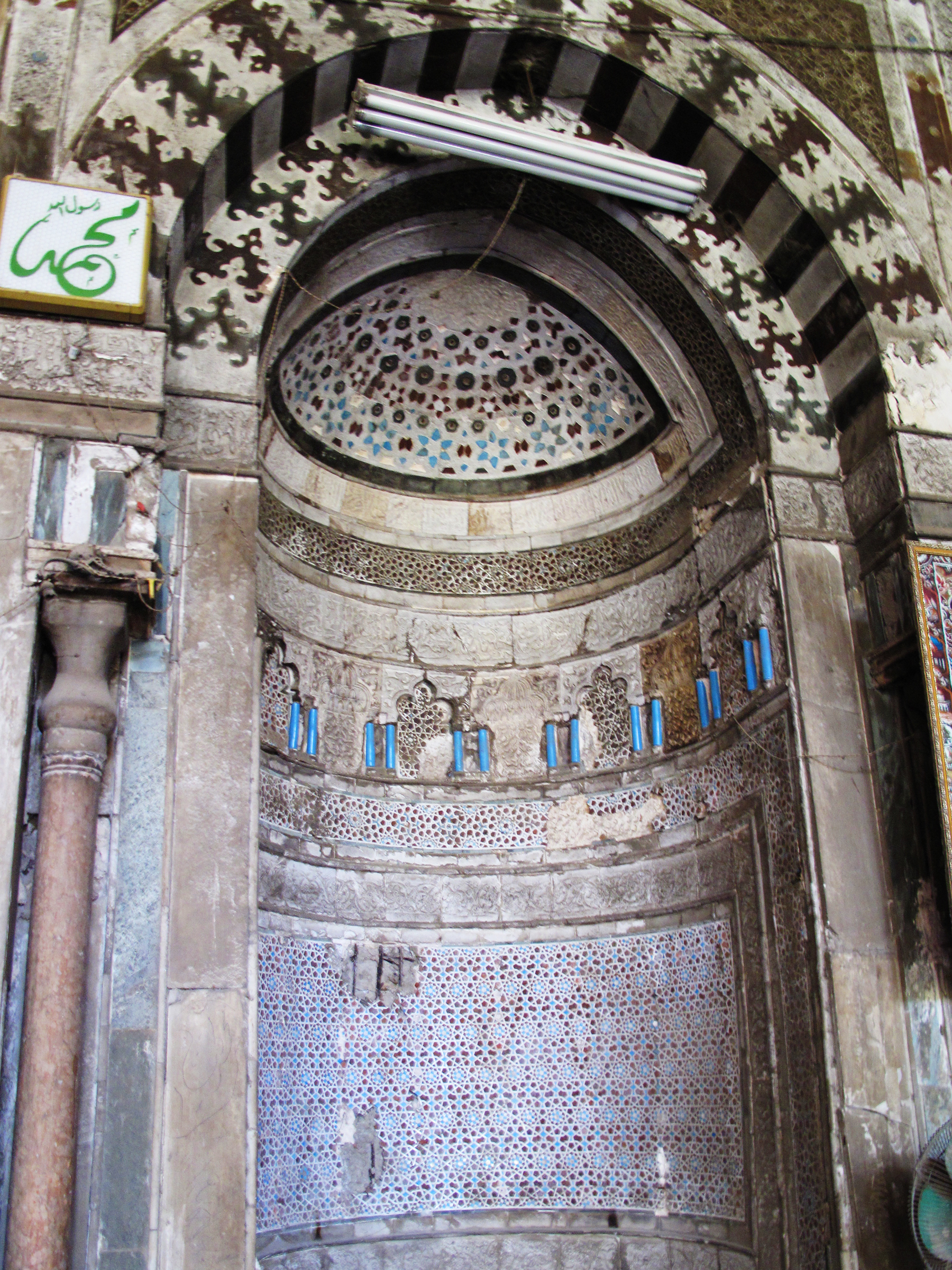
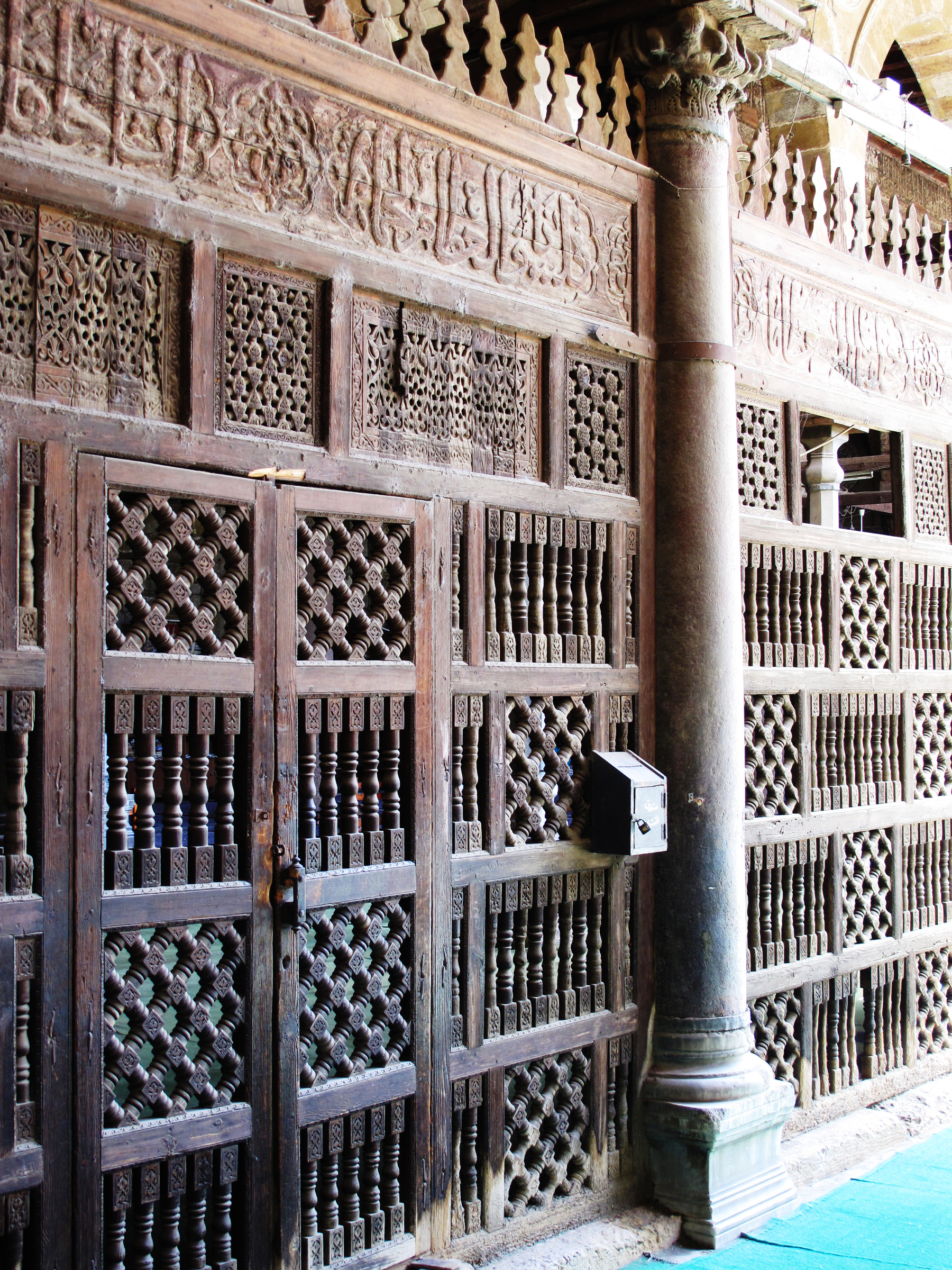
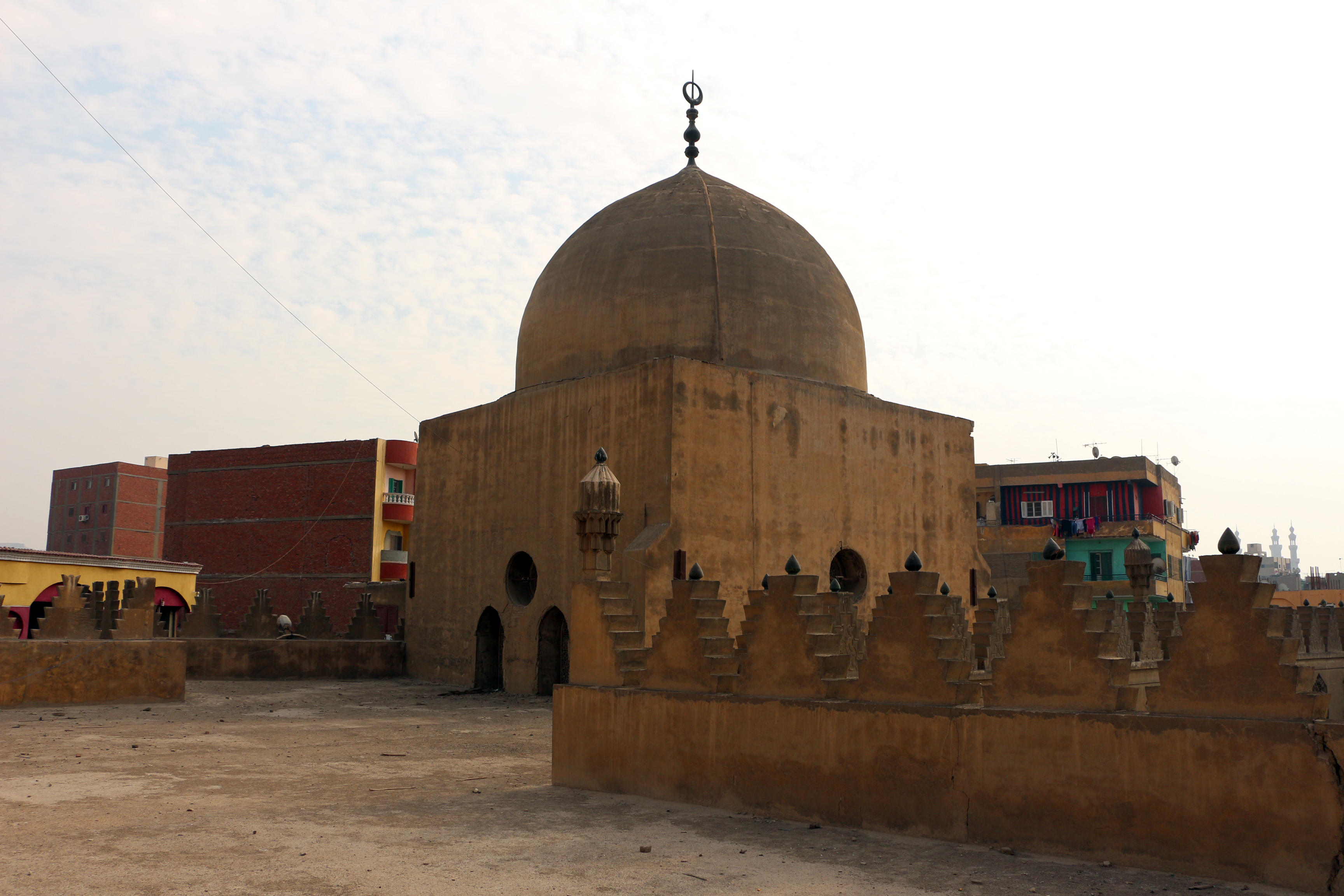
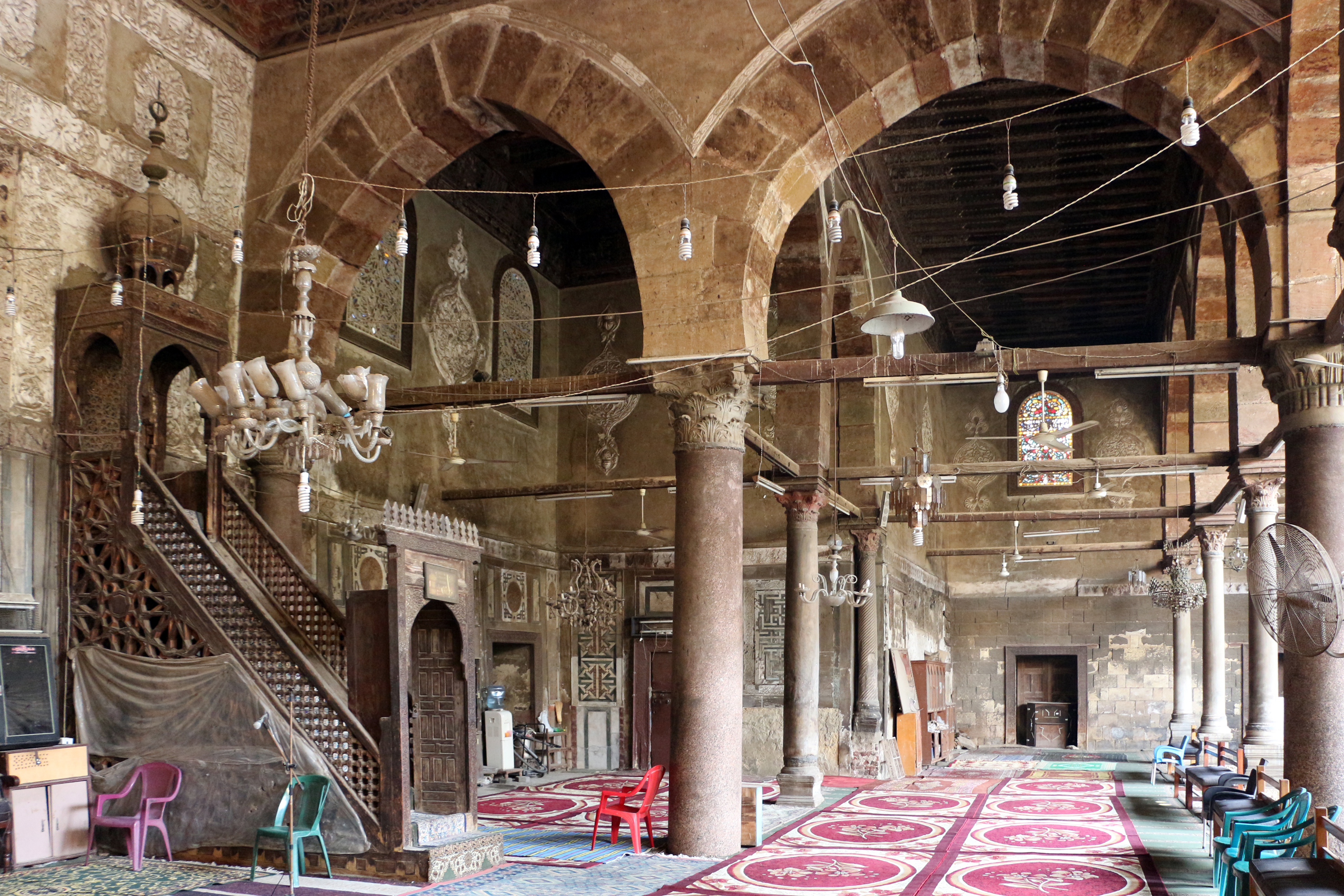
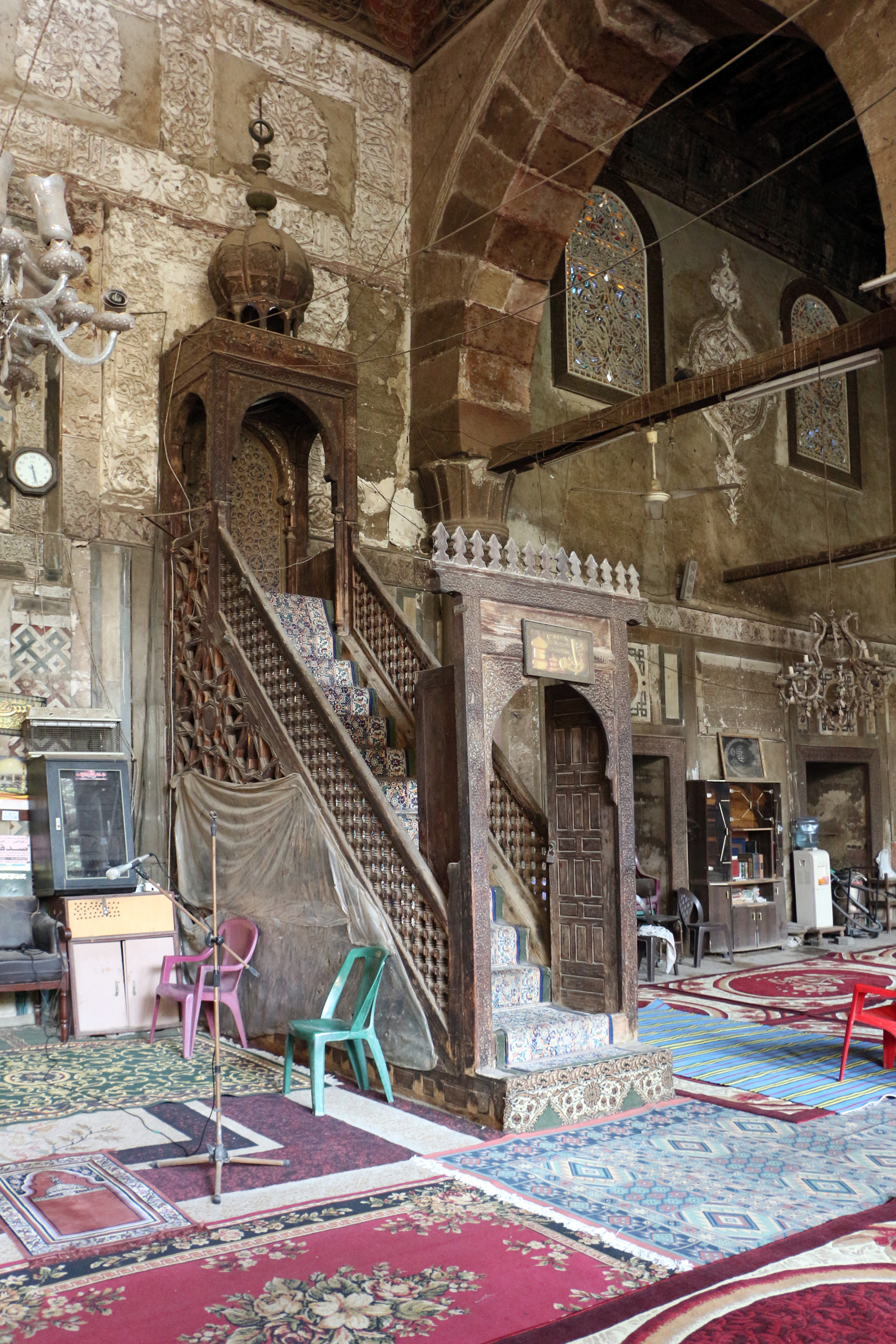
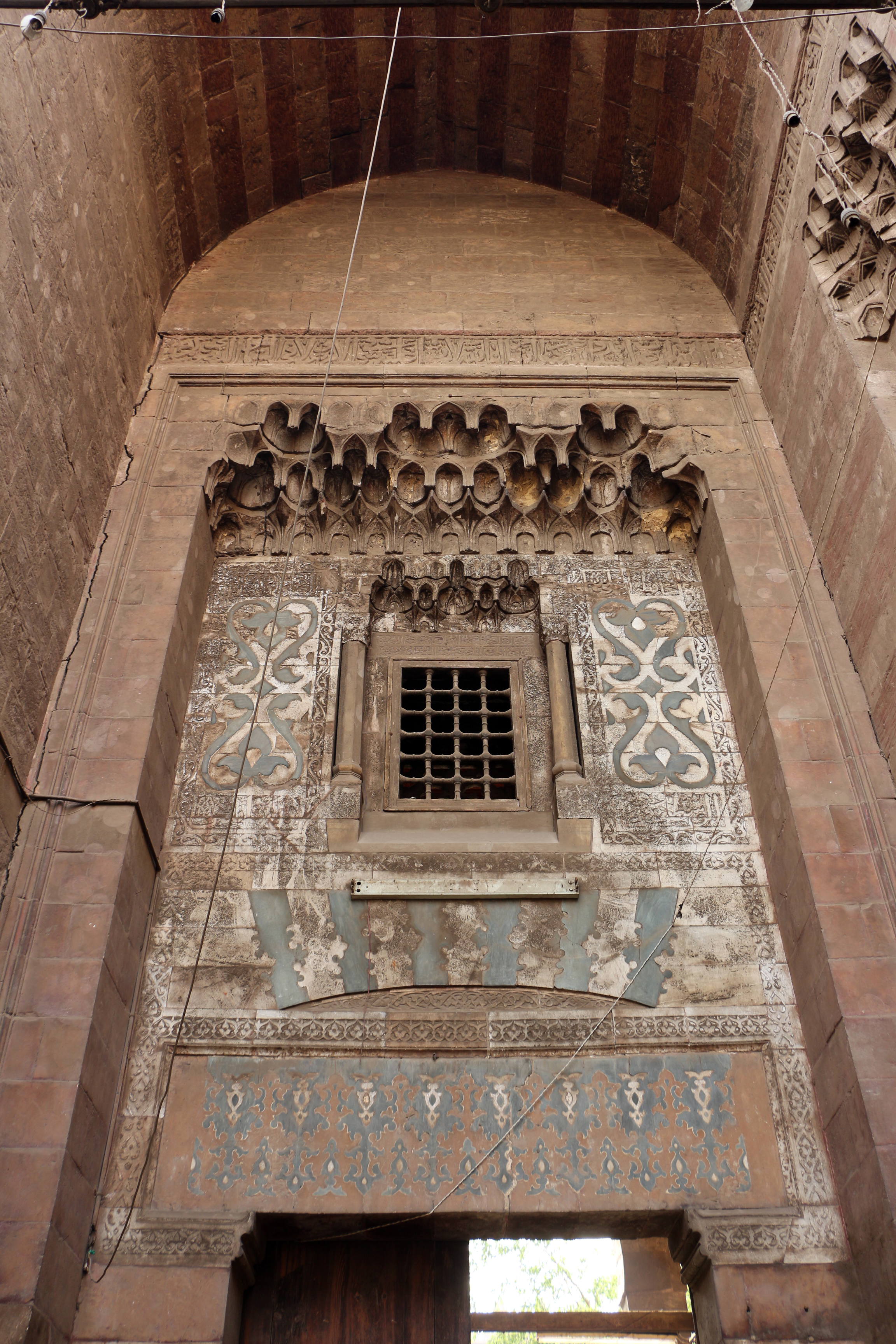
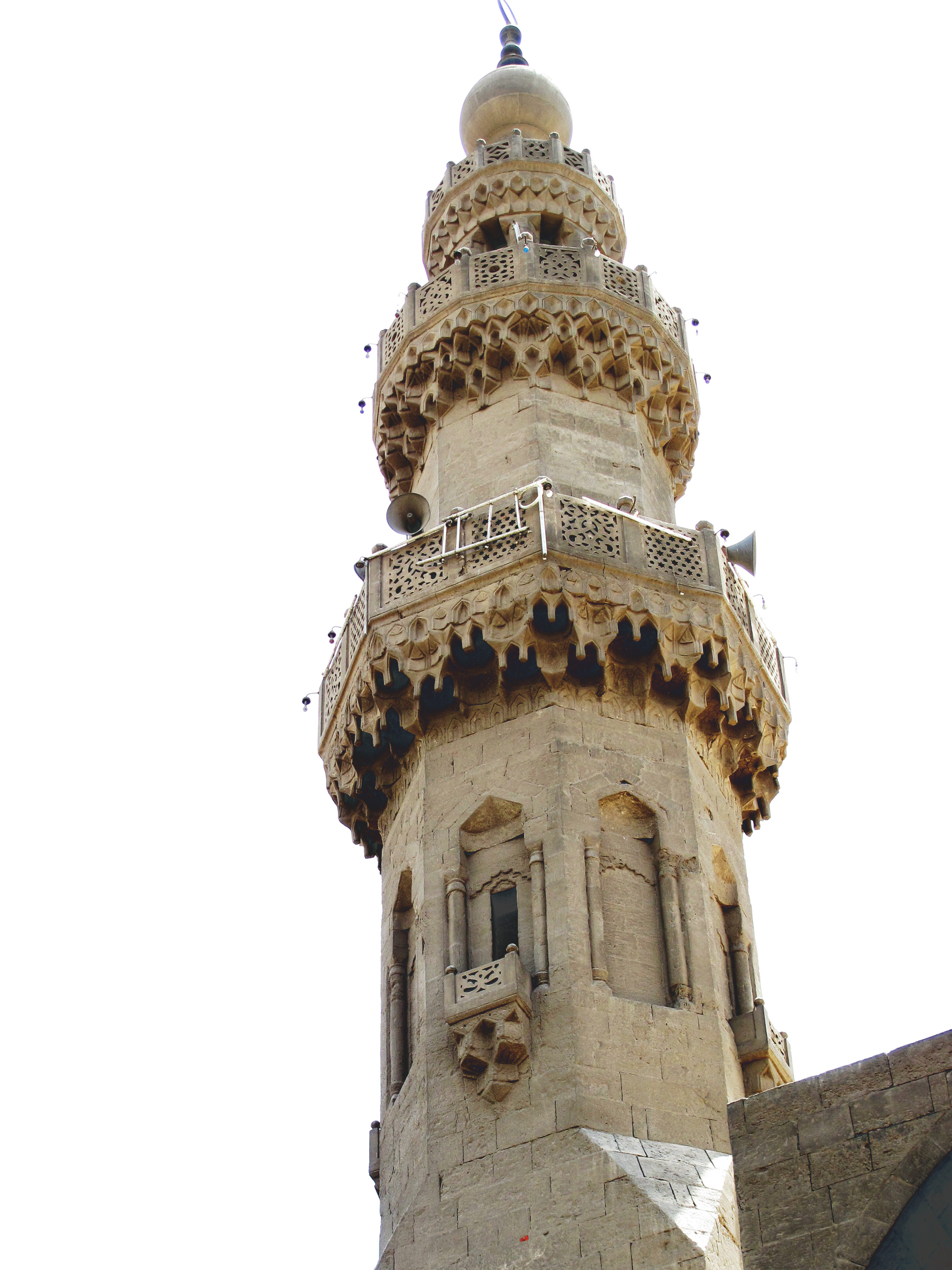
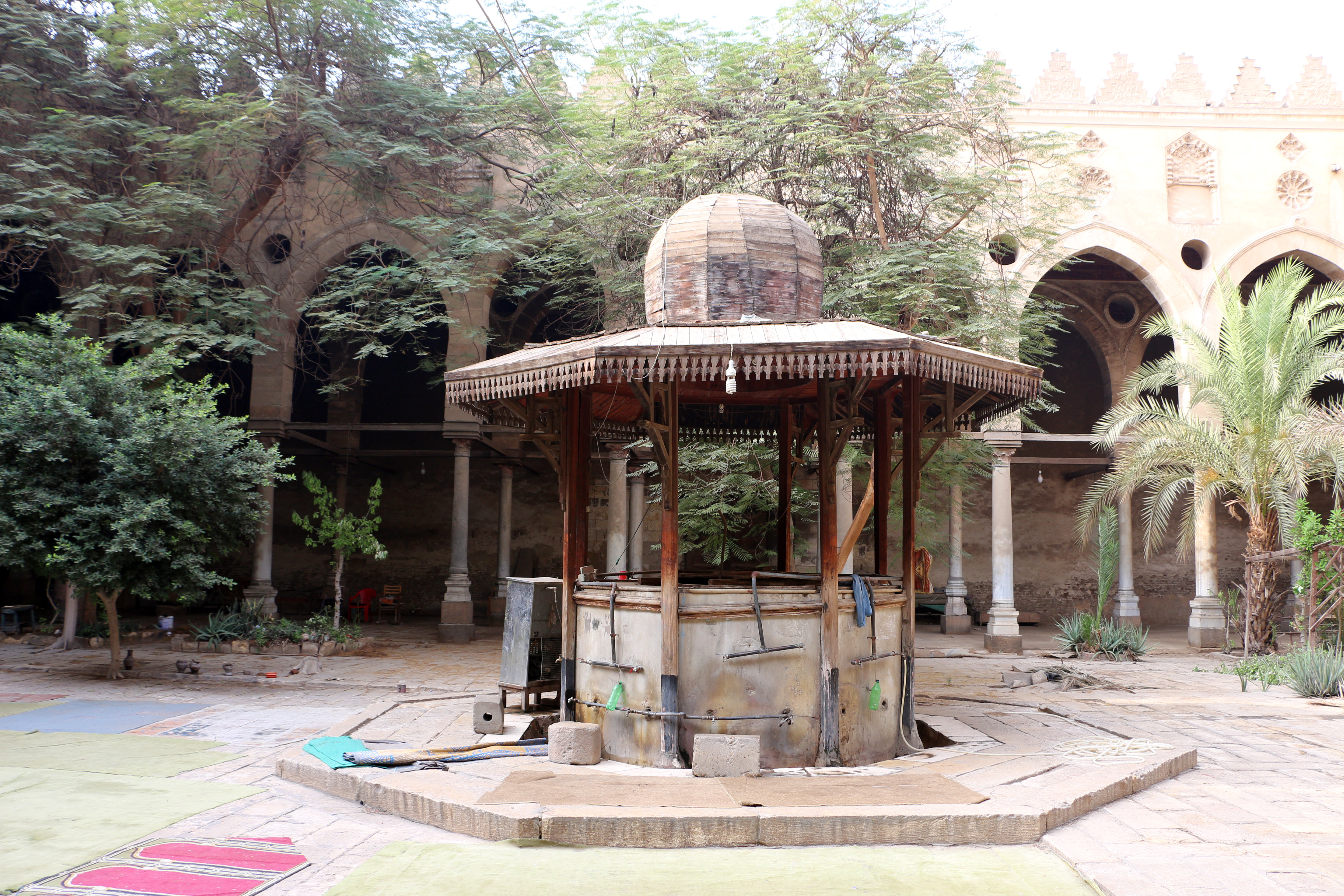
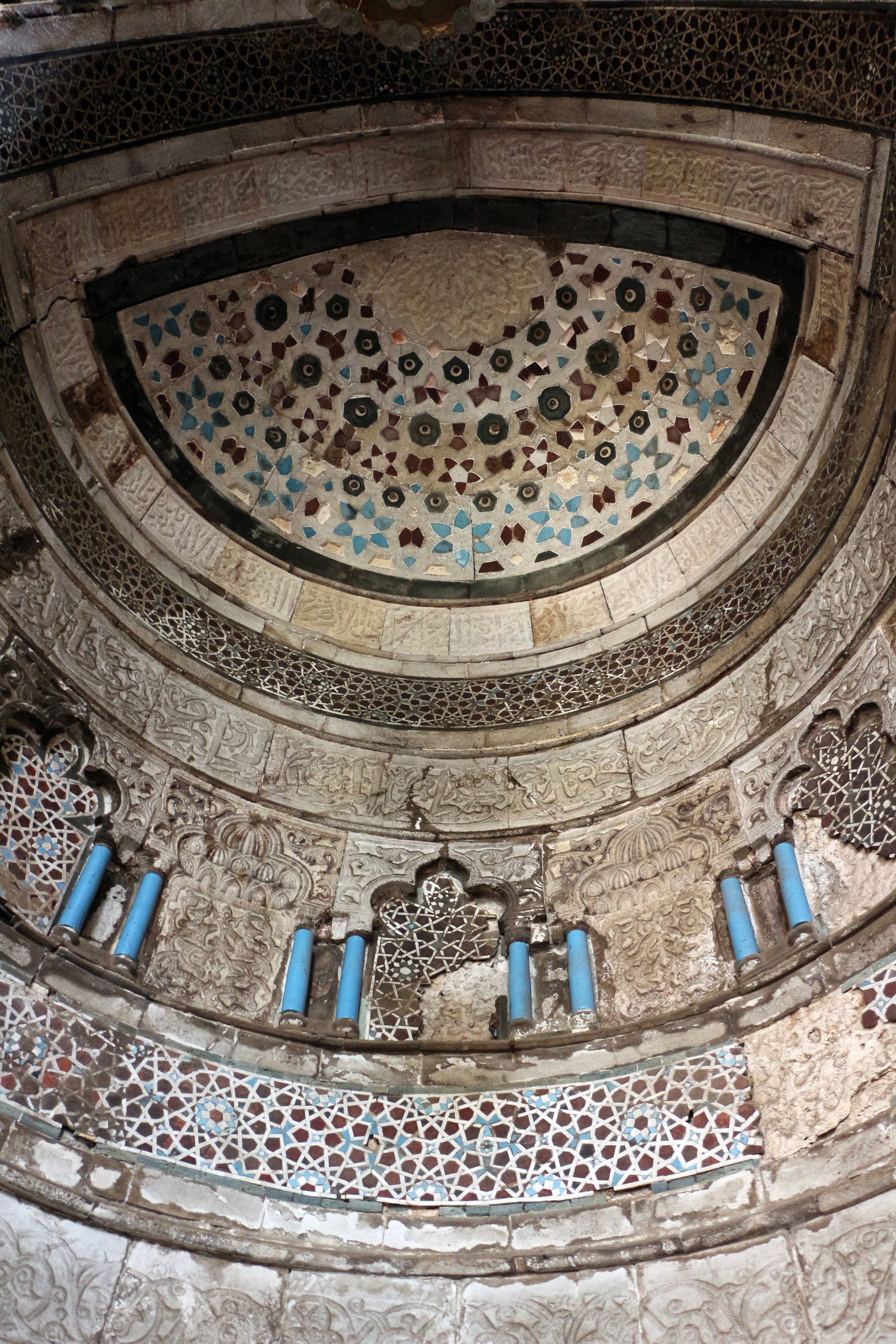
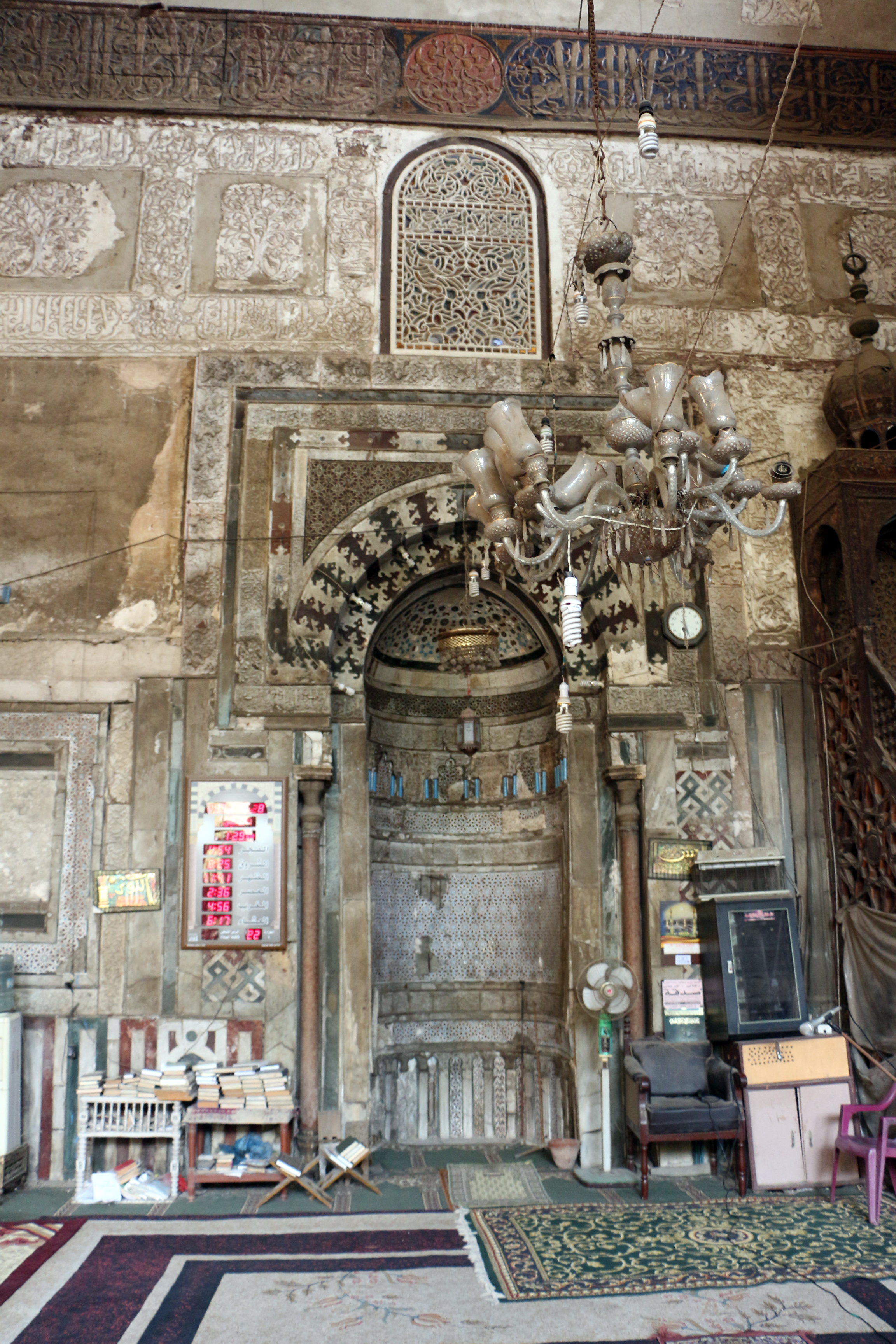
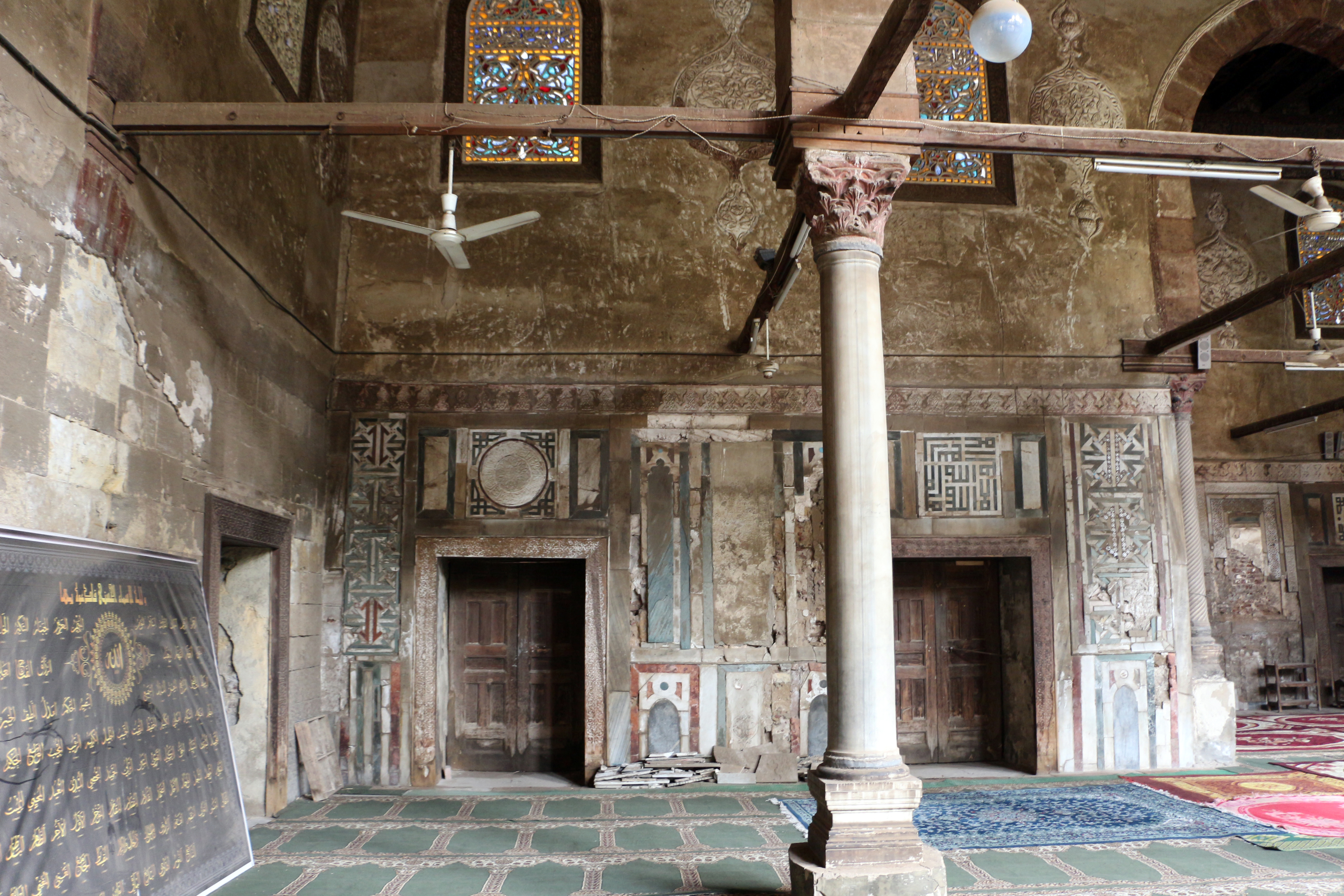
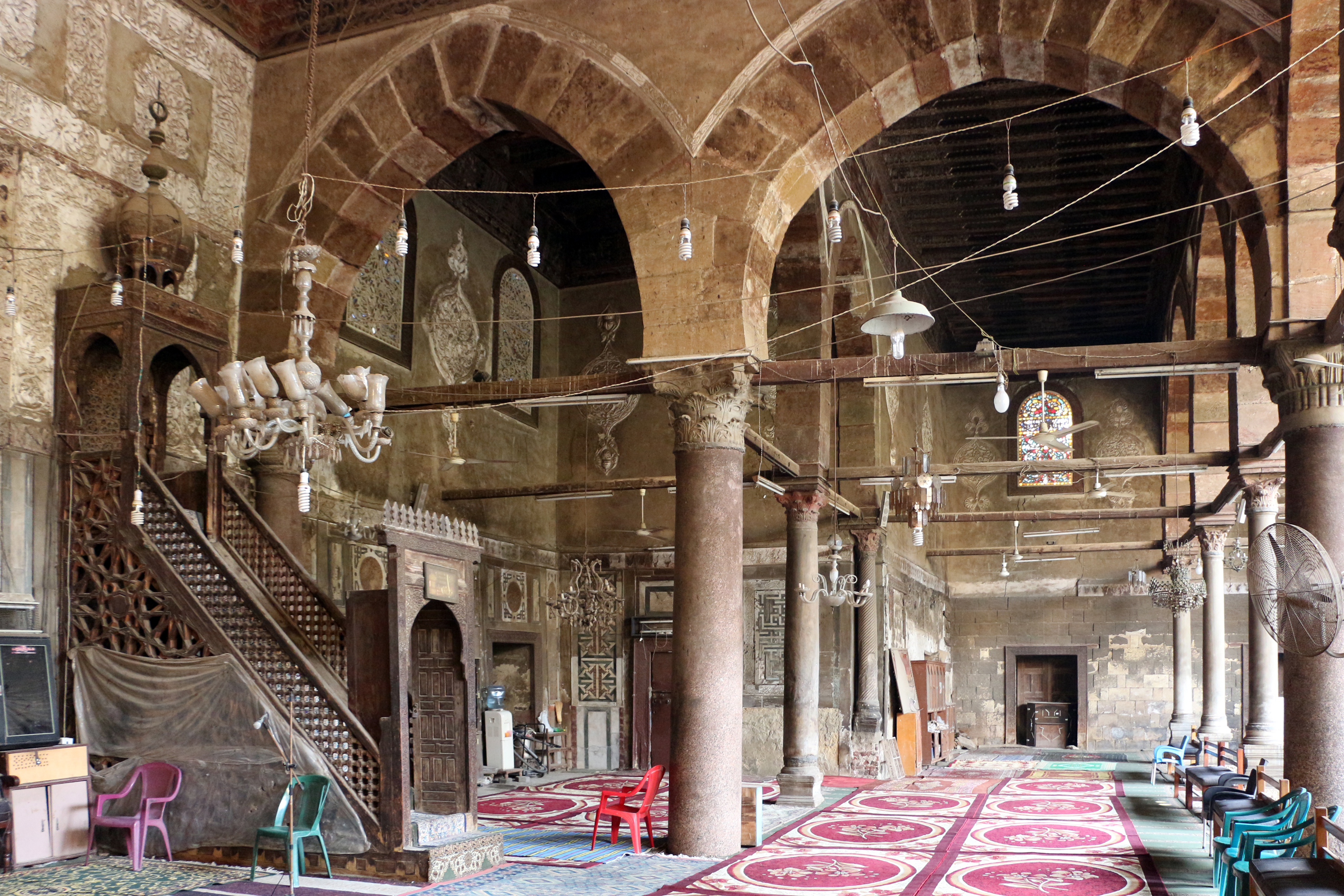
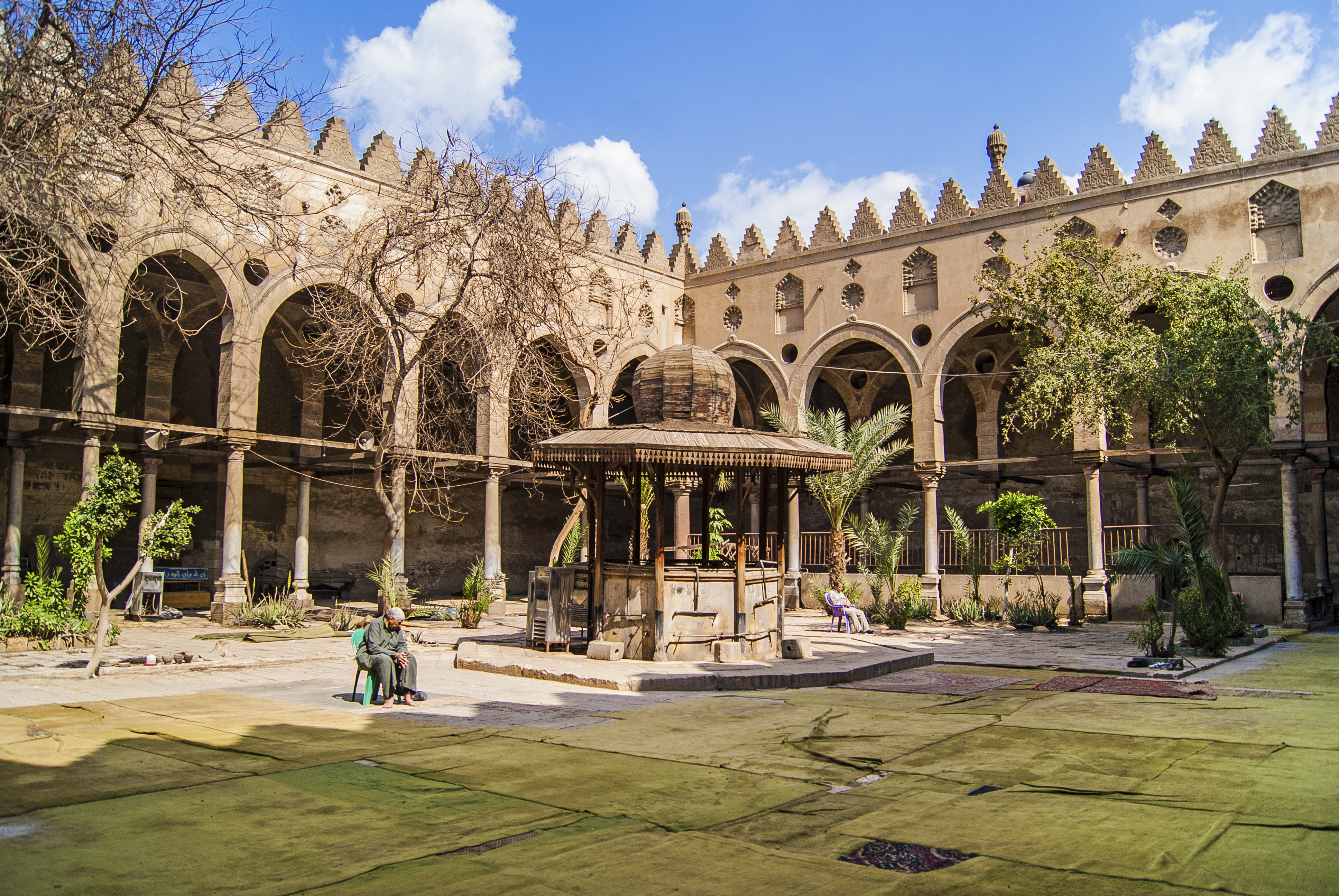
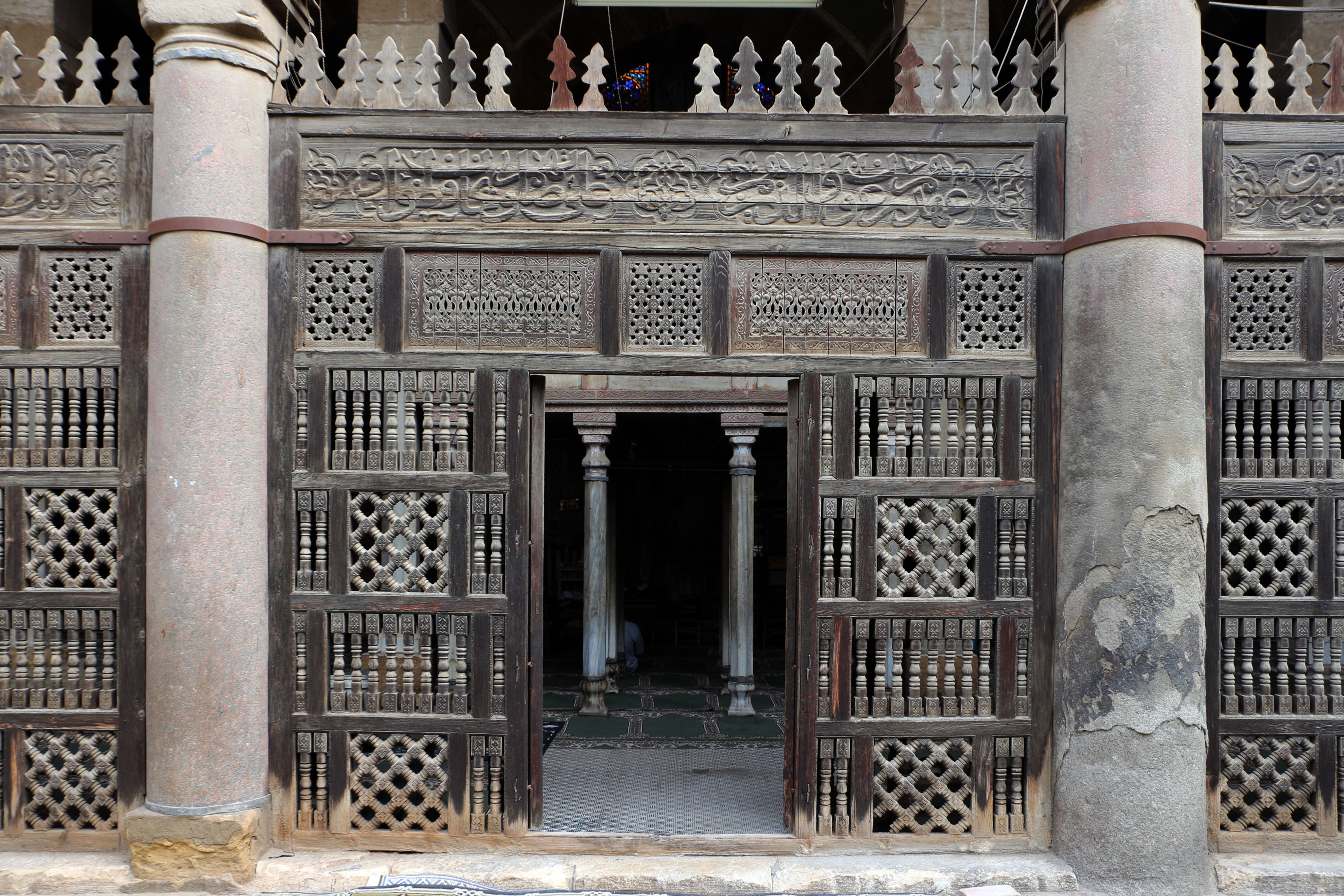